# Андрющенко, Владимир Васильевич
Влади́мир Васи́льевич Андрю́щенко (род. 8 апреля 1982, Омск) — российский легкоатлет. Трёхкратный серебряный призёр летних Паралимпийских игр (2004, 2008, 2012), чемпион мира и многократный призёр мировых и европейских первенств. Заслуженный мастер спорта России.

## Награды
- Медаль ордена «За заслуги перед Отечеством» II степени (10 августа 2006 года) — за большой вклад в развитие физической культуры и спорта, высокие спортивные достижения на XII Паралимпийских летних играх 2004 года в городе Афинах (Греция).[1]
- Медаль ордена «За заслуги перед Отечеством» I степени (30 сентября 2009) — за большой вклад в развитие физической культуры и спорта, высокие спортивные достижения на XIII Паралимпийских играх 2008 года в Пекине.[2]
- Почётная грамота Президента Российской Федерации (10 сентября 2012 года) — за большой вклад в развитие физической культуры и спорта, высокие спортивные достижения на XIV Паралимпийских летних играх 2012 года в городе Лондоне (Великобритания).[3].
- Медаль «За заслуги перед обществом» (Алтайский край) (12 октября 2012 года) — за высокие спортивные достижения на XIV Паралимпийских летних играх 2012 года в городе Лондоне (Великобритания).[4]
- Заслуженный мастер спорта России (2004).